# Афонин, Игорь Сергеевич
Игорь Сергеевич Афонин (род. 7 марта 1968) — российский военачальник, генерал-лейтенант. Начальник Военной академии РВСН имени Петра Великого (с 2021).

## Биография
Родился 7 марта 1968 года в посёлке Гидроторф, Горьковской области.
С 1985 по 1990 год обучался в Краснодарском высшем военном командно-инженерном училище ракетных войск, которое окончил с отличием получив золотую медаль. С 1990 по 2004 год служил в войсках РВСН СССР — РВСН РФ в должностях: инженер и начальник отделения, командир группы, начальник штаба и командир дивизиона, начальник штаба и с 2000 по 2004 год — командир ракетного полка. 
С 2002 по 2004 год обучался на заочном отделении командного факультета Военной академии РВСН имени Петра Великого. С 2004 по 2006 год — заместитель командира 54-й гвардейской ракетной дивизии по ядерной безопасности. С 2006 по 2009 год — начальник штаба и заместитель командира 42-й Тагильской ракетной дивизии. С 2009 по 2010 год — командир 8-й Мелитопольской Краснознамённой ракетной дивизии. С 2010 по 2013 год — командир 14-й Киевско-Житомирской ракетной дивизии.
С 2013 по 2014 год — заместитель командующего, с 2014 по 2017 год — начальник штаба и первый заместитель командующего 27-й Витебской Краснознамённой гвардейской ракетной армии. С 2017 по 2021 год — командующий 33-й Бериславско-Хинганской дважды Краснознамённой гвардейской ракетной армии. 11 июня 2019 года Указом Президента Российской Федерации № 258 И. С. Афонину было присвоено звание генерал-лейтенант.  
В 2021 году окончил Военную академию Генерального штаба Вооружённых сил Российской Федерации. 3 декабря 2021 года Указом Президента Российской Федерации № 685 И. С. Афонин был назначен начальником Военной академии РВСН имени Петра Великого (Балашиха, Московская область).

## Награды
- Орден «За военные заслуги»[1]